# 7452 Izabelyuria
A 7452 Izabelyuria (ideiglenes jelöléssel 1978 QU2) a Naprendszer kisbolygóövében található aszteroida. Nyikolaj Sztyepanovics Csernih fedezte fel 1978. augusztus 31-én.